# Apolemichthys griffisi
Apolemichthys griffisi é uma espécie de peixe da família Pomacanthidae.